# 가메라 3: 사신 이리스의 각성
가메라3: 사신 이리스의 각성(ガメラ3 邪神イリス覺醒, Gamera 3: Revenge of Iris)은 일본에서 제작된 카네코 슈스케 감독의 1999년 SF 영화이다. 나카야마 시노부 등이 주연으로 출연하였고 난리 미유키 등이 제작에 참여하였다.

## 출연

### 주연
- 나카야마 시노부
- 마에다 아이
- 호타루 유키지로

### 조연
- 후지타니 아야코
- 야마사키 센리
- 테두카 토오루
- 코야마 유우
- 안도 노조미
- 호리에 게이
- 야시마 노리토
- 혼다 히로타로
- 마에다 아키
- 와타나베 히로유키
- 나카마 유키에
- 미타무라 쿠니히코

## 제작진
- 미술: 오이카와 하지메